# Viện kiểm sát nhân dân cấp tỉnh (Việt Nam)
Viện kiểm sát nhân dân tỉnh, thành phố trực thuộc trung ương hay Viện kiểm sát nhân dân cấp tỉnh ở Việt Nam là cơ quan kiểm sát cấp thứ hai từ dưới lên trong hệ thống Viện kiểm sát nhân dân bốn cấp ở Việt Nam. Cấp dưới của Viện kiểm sát nhân dân cấp tỉnh là Viện kiểm sát nhân dân cấp huyện. Cấp trên kế Viện kiểm sát nhân dân cấp tỉnh là Viện kiểm sát nhân dân cấp cao. Viện kiểm sát nhân dân tỉnh nào thực hành quyền công tố, kiểm sát hoạt động tư pháp trong phạm vi tỉnh đó.

## Lịch sử
Ngày 30 tháng 4 năm 1975, Việt Nam thống nhất, các Viện kiểm sát nhân dân các tỉnh, thành phố Việt Nam kể từ tỉnh Bình Trị Thiên trở vào nam được tổ chức theo Sắc luật số 01-SL/76 ngày 15 tháng 5 năm 1976 của Chính phủ Cách mạng Lâm thời Cộng hòa Miền Nam Việt Nam.
Ngày 23 tháng 4 năm 1976, Bộ trưởng Bộ Tư pháp Việt Nam ban hành Nghị định số 09/BTP-NĐ về việc thành lập 21 Viện kiểm sát nhân dân các tỉnh phía Nam Việt Nam.

## Tổ chức bộ máy
Viện kiểm sát nhân dân cấp tỉnh gồm có: Ủy ban kiểm sát, văn phòng, các phòng và tương đương.
Ủy ban kiểm sát Viện kiểm sát nhân dân cấp tỉnh gồm có Viện trưởng, các Phó Viện trưởng, và một số Kiểm sát viên.